# Óttir Dub
Óttir Dub (del gaélico irlandés: Óttar el Negro; nórdico antiguo: Óttár svarti, m. 1014) fue un caudillo vikingo del siglo XI, un guerrero hiberno-nórdico que luchó al lado de Sigtrygg Silkiskegg, monarca del reino de Dublín, contra Brian Boru, gran rey de Irlanda en la batalla de Clontarf. Posiblemente era descendiente de Ottir Iarla (m. 918) que ostentaba el mismo apodo.
Los anales de Ulster (c. 1014) citan:
...de los extranjeros, allí cayeron Dubgall hijo de Amlaíb, Sigurðr hijo de Hloðver jarl de las Orcadas, y Gilla Ciaráin hijo de Glún Iairn, heredero designado por los extranjeros, y Ottir Dub y Suartgair y Donnchad ua Eruilb y Griséne y Luimne y Amlaíb hijo de Lagmann y Broðar que mató a Brian, comandante de la flota de Lochlannaig, y 6000 fueron muertos y ahogados.
En Cogad Gáedel re Gallaib se cita a Ottir Dub como uno de los cuatro reyes que actuaban como almirantes de los vikingos de Dublín. 